# Automolis jacksoni
Automolis jacksoni là một loài bướm đêm thuộc phân họ Arctiinae, họ Erebidae.